# Čcha Bom-kun
Čcha Bom-kun, písmem hangul 차범근 (* 22. května 1953 Hwasong) je jihokorejský fotbalový trenér a bývalý hráč, proslulý jako technicky vybavený útočník s prudkou a umístěnou střelou. S padesáti pěti brankami je historicky nejlepším střelcem jihokorejské fotbalové reprezentace, Mezinárodní federace fotbalových historiků a statistiků ho vyhlásila nejlepším asijským fotbalistou 20. století.
Jako devatenáctiletý vysokoškolák byl povolán do reprezentace na mistrovství Asie ve fotbale 1972, kde vstřelil jednu branku a pomohl svému týmu k zisku stříbrných medailí. Byl také členem týmu, který vyhrál fotbalový turnaj na Asijských hrách 1978. Německý trenér Friedel Rausch mu nabídl angažmá v Bundeslize, povolení odejít dostal po absolvování vojenské služby v roce 1978 jako první Korejec v historii. Po krátkém působení v SV Darmstadt 98 přestoupil do Frankfurtu, se kterým vyhrál Pohár UEFA 1979/80 a DFB-Pokal 1981. Od roku 1983 hrál za Bayer 04 Leverkusen, kde získal druhé vítězství v Poháru UEFA (ročník 1987/88). Ve finále německý klub prohrál na půdě RCD Espanyol 0:3, ale v domácí odvetě zvítězil stejným rozdílem, když Čcha Bom-kun vstřelil třetí gól, a v penaltovém rozstřelu si zajistil trofej. Čcha byl v letech 1988 až 1999 držitelem rekordu nejlépe střílejícího cizince v Bundeslize. Frankfurtští fanoušci na jeho počest napsali píseň Hymne auf Bum Kun Cha, pojmenovala se podle něj také místní rocková skupina Bum Kun Cha Youth.
Reprezentoval Jižní Koreu na mistrovství světa ve fotbale 1986 v Mexiku, čtyřikrát s ní vyhrál domácí turnaj Prezidentský pohár (1974, 1975, 1976, 1978) a čtyřikrát pohár Merdeka v Malajsii (1972, 1975, 1977, 1978).
Po ukončení hráčské kariéry se stal trenérem, vedl jihokorejský tým na mistrovství světa ve fotbale 1998, s klubem Suwon Samsung Bluewings dvakrát vyhrál K League Classics (2004 a 2008) a superpohár v roce 2005.
Hlásí se ke křesťanské víře, říká, že je pro něj v životě nejdůležitější jeho rodina, Bůh a fotbal.
Jihokorejským fotbalovým reprezentantem byl i jeho syn Čcha Tu-i.